# チェアリフト (バンド)
チェアリフト (Chairlift) は、ニューヨーク・ブルックリンを拠点とするシンセ・ポップデュオである。ソングライティングとボーカル、タンバリン、シンセサイザーを担当するキャロライン・ポラチェック (Caroline Polachek) と、ドラムとギター、キーボード、プロダクションを担当するパトリック・ウィンバリー (Patrick Wimberly) の2人から成る。

## 来歴
2005年、コロラド大学在学中のキャロライン・ポラチェックとアーロン・ペニヒ (Aaron Pfenning) との間で結成されたのがキャリアの始まり。
2007年初頭、パトリック・ウィンバリーが加入。
2008年には最初のフルアルバム『Does You Inspire You』をリリース。本作収録の楽曲『Bruises』がiPod nanoのコマーシャルソングとなり、バンドが名を馳せるきっかけとなる。
また、同じく本作収録の『Evident Utensil』はMTV Video Music Awards 2009において、ブレイクスルー・ビデオ賞にノミネートする。
2010年、ペニヒがソロ活動専念のためバンドを離れ、2人組となる。
2012年、2枚目のアルバム『Something』をリリース。本作は音楽メディアから概ね好意的な評価を集め、ピッチフォーク・メディアからは10点満点中8点、NMEからは10点満点中7点を得るなどした。また、ステレオガムからはこの年の年間ベスト・アルバム第9位に選出された。

## コラボレーションやソロ活動
他のアーティストとのコラボレーションや客演としての参加も行っている。キャロラインはウォッシュト・アウトの楽曲『You and I』、ホーリー・ゴースト!の『I Know, I Hear』、フロストラダムス (Flosstradamus) の『Big Bills』などに参加、パトリックはダス・レイシスト (Das Racist) のアルバム『Relax』のプロデュースなどを行っている。
またキャロラインは、ビヨンセのアルバム『ビヨンセ』に楽曲『No Angel』を提供している。
2014年4月、キャロラインはラモナ・リサ (Ramona Lisa) 名義で、初のソロ・アルバム『Arcadia』をリリース。本作は、ビーチ・ハウスを擁するレーベル、ベラ・ユニオン内に新設された「Pannonica」からの第一弾リリースとなる。

## ディスコグラフィー

### アルバム
- Does You Inspire You (2008年)
- Something (2012年)
- Moth (2016年)

### EP
- Daylight Savings (2007年)

### シングル
- Evident Utensil (2007年)
- Bruises (2008年)
- Amanaemonesia (2011年)
- Met Before (2012年)
- I Belong In Your Arms (2012年)
- I Belong In Your Arms (Japanese Version) (2012年)
- Ch-Ching (2015年)
- Romeo (2015年)
- Crying In Public  (2016年)
- Get Real (2016年)